# Płaskowyż Centralny (Tasmania)
Płaskowyż Centralny (ang. Central Highlands) – region na australijskiej wyspie Tasmanii, którego granice geograficzne i administracyjne ściśle się pokrywają. Jest również znany jako Tasmańska Kraina Jezior (The Lake Country of Tasmania).

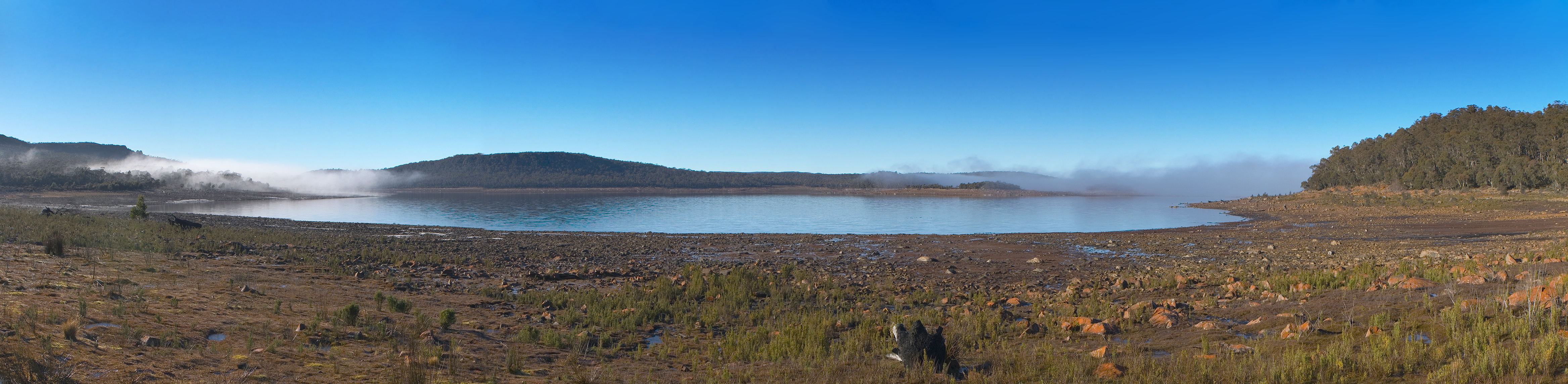
Great Lake, Płaskowyż Centralny, Tasmania

## Region geograficzny
Góry centralnej Tasmanii znajdują się głównie w następujących rezerwatach:
- Cradle Mountain-Lake St Clair National Park - w części zachodniej
- Walls of Jerusalem National Park - w części centralnej
- Central Plateau Conservation Area w części wschodniej[1]

## Region administracyjny
Central Highlands Council obejmuje większą część płaskowyżu.

## Wędkarstwo
Ze względu na dużą ilość zbiorników wodnych na Płaskowyżu Centralnym, popularną rozrywką stało się tu wędkarstwo.

## Wnętrze Tasmanii
Połączone rady Central Highlands Council, Southern Midlands Council i Northern Midlands Council posiadają od 10 lat portal internetowy, łączący te obszary pod nazwą Tasmanian Heartland. Rada Central Highlands organizuje corocznie imprezę pod nazwą Bushfest, która obejmuje różne aktywności na świeżym powietrzu, takie jak wędkarstwo, biwakowanie, łowiectwo czy sporty ekstremalne. Impreza została zapoczątkowana w 2014 r. i corocznie przyciąga do 4000 uczestników. 

## Jeziora

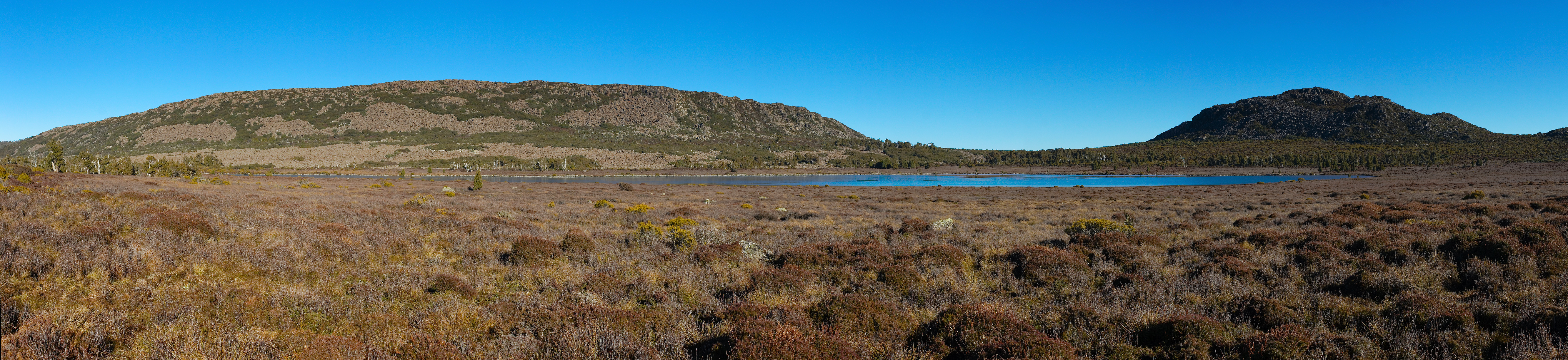
Pine Lake, Płaskowyż Centralny, Tasmania

Na terenie Płaskowyżu Centralnego jest wiele zbiorników wodnych, dzięki którym jest znany wśród turystów jako Kraina Jezior, Lakes Region. Najbardziej znane to:
- Arthurs Lake
- Bradys Lake
- Bronte Lagoon
- Great Lake
- Lagoon of Islands
- Lake Augusta
- Lake Binney
- Lake Crescent
- Lake Echo
- Lake King William
- Lake Sorell
- Little Pine Lagoon[4]